# Santo André, São Paulo
23°39′26″N 46°32′0″T / 23,65722°N 46,53333°T
Santo André là một đô thị tại bang São Paulo, Brasil. Đô thị này có diện tích 174,840 km², dân số năm 2007 là 667.891 người, mật độ dân số 3.850,6 người/km². Đây là một đô thị thành phần của vùng đô thị São Paulo. Đô thị này cách thủ phủ bang São Paulo 18 km, nằm ở độ cao 760 m. Khí hậu ở đây bán nhiệt đới. Theo thống kê năm 2000, đô thị này có chỉ số phát triển con người, tỷ lệ biết đọc biết viết là 97,55%. 

## Các đô thị giáp ranh
Đô thị này giáp các đô thị sau:
| Northwest: São Caetano do Sul  | Bắc: São Paulo | Đông Bắc: Mauá, Ribeirão Pires, Rio Grande da Serra và Suzano |
| Tây: São Caetano do Sul        | Santo André    | Đông: Mogi das Cruzes                                         |
| Tây Nam: São Bernardo do Campo | Nam: Santos    | Đông Nam: Cubatão và Santos                                   |

## Các quận

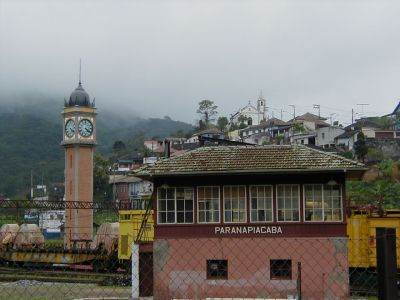
Paranapiacaba

- Distrito Sede - Santo André
- Paranapiacaba
- Distrito de Utinga - Santo André
- Distrito de Capuava - Santo André

## Thành phố kết nghĩa
Santo André kết nghĩa với các đô thị sau:
- Battle Creek, Hoa Kỳ
- Thừa Đức, Cộng hòa Nhân dân Trung Hoa
- Pilsen, Cộng hòa Séc
- Sesto San Giovanni, Italia
- Takasaki, Nhật Bản

## Nhân vật nổi tiếng quê Santo André
- Lucélia Santos
- Diego Hypólito
- Daniele Hypólito
- Marcelo Takashima